# Phenax integrifolius
Phenax integrifolius är en nässelväxtart som beskrevs av Hugh Algernon Weddell. Phenax integrifolius ingår i släktet Phenax och familjen nässelväxter. Inga underarter finns listade i Catalogue of Life.